# St. Bartholomäus (Oppersdorf)

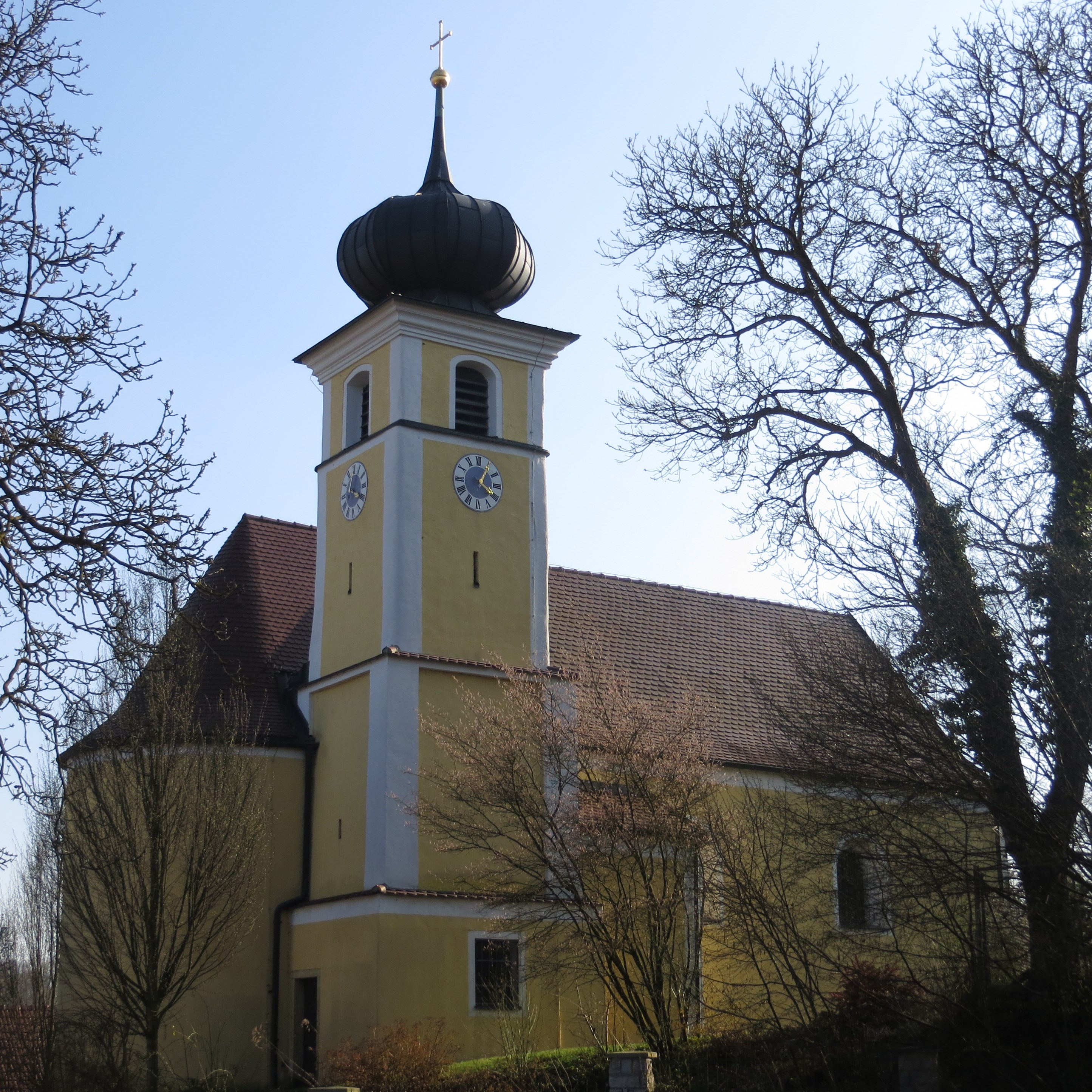
St. Bartholomäus in Oppersdorf

Die römisch-katholische, denkmalgeschützte Filialkirche St. Bartholomäus steht in Oppersdorf, einem Gemeindeteil des Marktes Lappersdorf im Landkreis Regensburg der Oberpfalz. Sie ist dem Bistum Regensburg zugeordnet. Das Bauwerk ist unter der Denkmalnummer D-3-75-165-16 als Baudenkmal in die Bayerische Denkmalliste eingetragen.

## Beschreibung
Die Saalkirche wurde 1797 erbaut. Sie besteht aus einem Langhaus mit zwei Achsen, das mit einem Satteldach bedeckt ist, einem eingezogenen, halbrund geschlossenen Chor im Osten und einem Chorflankenturm an dessen Nordwand, dessen oberstes Geschoss den Glockenstuhl beherbergt und auf dem eine Zwiebelhaube sitzt. Im darunter liegenden Geschoss ist die Turmuhr untergebracht. Der Innenraum des Langhauses ist mit einer Flachdecke mit Hohlkehle überspannt. Zur Kirchenausstattung gehört ein um 1750 gebauter Hochaltar, der vom Franziskanerkloster Regensburg übernommen wurde. Die Orgel wurde 1993 von August Hartmann gebaut.